# 王禹偁
王 禹偁（おう うしょう、954年 - 1001年）は、中国宋代の官吏・文人。字は元之。王黄州と呼ばれる。

## 経歴
済州鉅野県の農家出身。太平興国8年（983年）に進士となり成武主簿に任命され、長洲知県を経て大理評事に改められる。端拱元年（988年）に太宗から召されて右拾遺に抜擢され、翌年には左司諫・知制誥・判大理寺事に進むが、後に商州団練副使に左遷される。淳化4年（993年）に再度召されて左正言となるがその剛直にすぎるところを譴責される。累進して礼部員外郎・知制誥、至道元年（995年）には翰林学士・知審官院となる。ところが誹謗されて工部郎中・滁州知州・揚州知州に左遷され、真宗が即位した後に知制誥に復帰、咸平元年（998年）に『太祖実録』を編修、同年に黄州知州に左遷された。その3年後に蘄州へ赴任してまもなく、48歳で没する。
直言直行を自分の任務とこころえ、そのためにしばしば昇進の機会を逸した。9歳の頃から文章に長じ、古文運動を起こす。欧陽脩は王禹偁を追慕し、「書王元之画像側」という詩で顕彰している。郝懿行によると、王禹偁はかつて李継遷の制誥文の草稿を作ってやったので、李継遷から潤筆として馬50匹を贈られたが、王禹偁はそれを受け取らなかった、という逸話がある。

## 著書
- 『小畜集』『小畜集外集』
- 『集議』
- 『五代史闕文』